# 京都看病婦学校

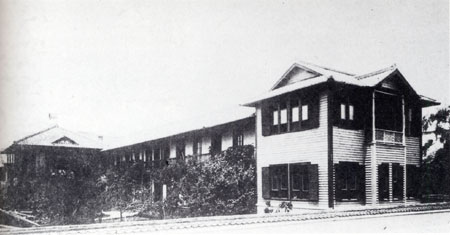
京都看病婦学校

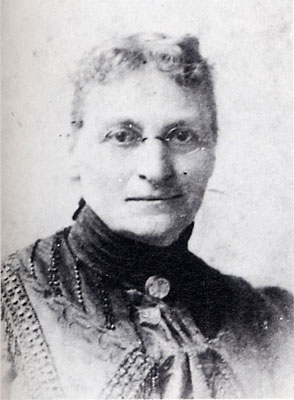
リンダ・A・リチャーズ

京都看病婦学校（きょうとかんびょうふがっこう）は、同志社の創立者新島襄が、将来的に総合大学の設置を念頭に、日本初の看護婦養成機関として、現在の今出川校地に創設。

## 概要
アメリカ人宣教師、ジョン・C・ベリーの協力を仰ぎ、同志社病院の開設と同時に開校した。看病婦というのは、当時の看護師の呼び名の一つ。看護婦という呼び名が定着するまではこのような呼称も並存した。看病学という言い方もあり、こちらは看護学のことである。
これは、この方面の学校としては、日本で二番目のもので、開校当初、アメリカからアメリカの看護史にも名前の残るリンダ・リチャーズを指導者として招聘するなど、斬新な試みを行った。リンダ・リチャーズは、ナイチンゲールのもとで直接に近代看護を学び、アメリカでも看護教育の先駆者として知られる人物で、日本でも訪問看護の先駆け的な指導をした。当時は、巡回看護という言い方がされた。
しかし、その後の新島の急逝により、この学校は明治39年に同志社の経営を離れたが、戦後、看護教育制度が一新されるまで学校としては存続し、西日本では最も古くからの看護教育の学校として、日本の近代看護教育史の中では重要な位置を占める学校として知られている。なお、同志社の経営から離れた後は、卒業生の嘆願により佐伯理一郎によって継承されたが、第二次世界大戦後の看護教育の新制度施行に伴い廃校となった。
また、2015年に新設された同志社女子大学看護学部との間には組織としての連続性はないが、「その志と伝統を継ぐ」ものとしている
。